# Aydarsee
Der Aydarsee (usbekisch Haydarkoʻl oder Aydar koʻli, kyrillisch Айдаркўл) ist ein – als unbeabsichtigtes Nebenprodukt sowjetischer Planungen durch Menschenhand entstandener – See in Usbekistan in der südöstlichen Kysylkum und wird hauptsächlich durch Wasser aus dem Syrdarja gespeist. Der größte Teil des Sees liegt in der Viloyat Jizzax, der westliche Teil in der Viloyat Navoiy. Dieser See ist aus dem insgesamt 4.000 km² großen Aydar-Arnasay-Seensystem entstanden.

## Vorgeschichte
Bis in die Mitte des 20. Jahrhunderts war das Tiefland von Arnasay – im Bereich des Zulaufs aus dem Syrdarja – die meiste Zeit des Jahres eine trockene Salzpfanne mit einigen periodisch entstehenden Brackwasserseen. Lediglich im Frühling konnte sich – im äußersten Südosten des heutigen Sees – der aus dem Fluss Kyly periodisch gespeiste und damals abflusslose kleine See Tuzkan bilden, welcher jedoch bei höheren Temperaturen rasch wieder verdunstete.

## Entstehung

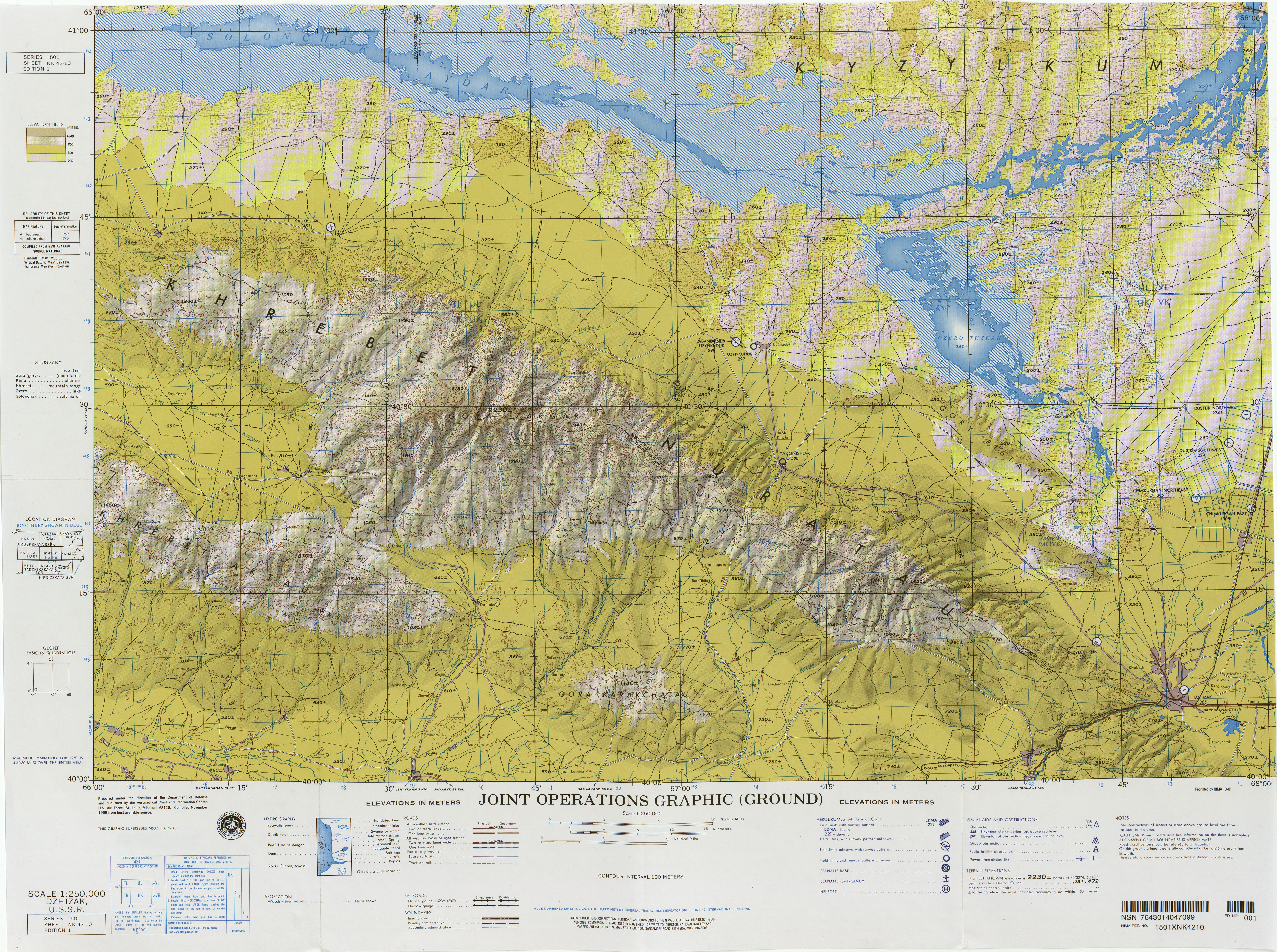
Ursprüngliche Gewässersysteme dunkelblau. Hellblau der Seespiegel mit 239,4 m nach der Flut 1969, ähnlich vor der Flut 1994

In den frühen 1960er Jahren wurde der Syrdarja aufgestaut und kurz hinter der Grenze zu Kasachstan die Schardara-Talsperre errichtet, welche mit einem Notüberlauf ins Tiefland von Arnasay versehen war, um Überschwemmungen kontrollieren zu können. 1969 musste dieser im Laufe einer Flutkatastrophe geöffnet werden, da die Kapazität des Dammes nicht geeignet war, die Wassermassen zu kontrollieren. So wurden vom Februar 1969 bis zum Februar 1970 beinahe 60 Prozent des durchschnittlichen Jahresabflusses des Syrdarja (22 km³) vom Schardara-Reservoir ins Arnasay-Tiefland abgeleitet. Danach lag der Seespiegel bei 239,4 m; die Fläche wuchs auf 2.300 km² und das Volumen auf 20 km³ an. Bis zum Ende der 70er Jahre sank der Seespiegel wieder um vier Meter. Der Salzgehalt lag bei ca. 8–10 g/l. In den 80er Jahren wurde der Seespiegel in einem künstlichen Gleichgewicht gehalten.
In Jahren mit reichen Niederschlägen gingen auf diese Weise bis zu 7,5 km³ Wasser für die Bewässerung verloren; dadurch füllte sich die natürliche Senke im Laufe der Zeit, was den größten See der Region entstehen ließ. Diese Entwicklung ist vergleichbar mit der Bildung der Toshkaseen in Ägypten.
Seit dem Ende der Sowjetunion regeln die Anrainerstaaten die Wasserverbräuche zunehmend egoistisch, z. B. speichert Tadschikistan Wasser im Sommer und verbraucht es verstärkt im Winter zur Stromerzeugung, sodass die – mit der Schneeschmelze zusammen fallende – künstliche Flut oft zur Überlastung der kasachischen Schardara-Talsperre führen würde und vermehrt Wasser in den Aydarsee abgelassen wird.
Zum Ende der Sowjetunion lag der Seespiegel relativ konstant bei 236 m. Im Frühjahr 1991 stieg er erstmals um ca. einen Meter und bedeckte eine Fläche von etwa 2320 km². Die Schneeschmelze des Winters 1992/1993 ließ den See innerhalb eines Monats um ca. zwei Meter steigen, die nächste Schneeschmelze im Frühjahr 1994 um weitere drei Meter auf nun 242 m; in diesem Jahr wurde die Landbrücke zwischen dem Tuzkansee und dem Aydarsee vollständig überschwemmt und ist seitdem auch direkt mit dem Arnasay-Seensystem verbunden. Im Juni 1998 war das Volumen des Sees bei einem Pegel von 244 m auf 32 km³ und die Fläche auf 3.067 km² angewachsen; zum Vergleich: der Schardara-Stausee hat nur eine Fläche von 783 km². Weite Landstriche, die zuvor hauptsächlich als Weiden genutzt worden waren, gingen durch den Anstieg des Seepegels verloren.
Das Ansteigen des Sees verursachte Probleme mit der Ableitung von Abwässern aus den Bewässerungsgebieten, die Zerstörung von Dämmen, Straßen und Eisenbahnen auf der einen, jedoch deutliche Verbesserungen für die Fischerei auf der anderen Seite.
Mittlerweile hat der Aydarsee eine Länge von etwa 180 Kilometern und eine Breite von bis zu 32 Kilometern erreicht. Die Dörfer Baymurat, Koshquduq, Darbaza und andere sind von Überschwemmung bedroht. Teilweise mussten bereits Dämme errichtet werden, um dies zu verhindern (41° 7′ 7″ N, 66° 23′ 32″ O).
Durch die Überflutungen im Februar 2005 sah sich die usbekische Regierung veranlasst, Kasachstan zu ersuchen, die Wasserabgabe in die Senke zu reduzieren und einen Damm zur eigenen Kontrolle des Zulaufs zu bauen (40° 58′ 37″ N, 67° 58′ 15″ O). Damit besteht für Kasachstan die Gefahr eines Bruchs der Schardara-Talsperre und damit der Überflutung zahlreicher Städte und Siedlungen am Syrdarja.

## Ökologie
Zur Regulierung der Mineralisierung wurden im vergangenen Jahrzehnt wurden mehrere Wasserbaumaßnahmen durchgeführt: So wurde das Arnasay-Seensystem baulich komplett vom Aydarsee getrennt, liegt deutlich höher als der Aydarsee und ist nach Nordosten zum Schardara-Speichersee durch den neu gebauten Damm, nach Südosten zu den bewässerten Feldern der Mirzachoʻl-Steppe (deutsch früher auch Hungersteppe genannt) und nach Westen zum Aydarsee mit einem Dammsystem abgesperrt; die stark mineralisierten Bewässerungsabwässer der Mirzachoʻl-Steppe werden über eine Verbindung von Seen und künstlichen Kanälen in den Tuzkansee geleitet (40° 46′ 32″ N, 67° 38′ 31″ O), während aus dem weniger mineralisierten Arnasay-Seengebiet Wasser aus der Entwässerung aus der bzw. zur Bewässerung in die Mirzachoʻl-Steppe geleitet werden; beide Kanalsysteme kreuzen sich (40° 49′ 33″ N, 67° 52′ 57″ O) in einem Düker. Durch die ständige Zuführung stark mineralisierter Abwässer versalzt der Aydarsee (mit dem angeschlossenen Tuzkansee) immer weiter, während das Arnasay-Seensystem nur dann einen niedrigeren Salzgehalt bewahren kann, wenn es regelmäßig mit frischem Wasser aus der Schardara-Talsperre versorgt wird, was nur bei hoher Wasserführung des Syrdarjas geschieht. Ohne die Schaffung eines künstlichen Abflusses wird der Aydarsee damit in absehbarer Zeit eine ähnliche ökologische Katastrophe erleiden, wie der Rest des Aralsees.

## Geografie und Bathymetrie
Der neu entstandene See ist im Osten von der Mirzachoʻl-Steppe und im Südwesten von Ausläufern des Nurota-Gebirge begrenzt, während er nach Norden in die Dünen der ansonsten ebenen Wüste Kysylkum vordringt.

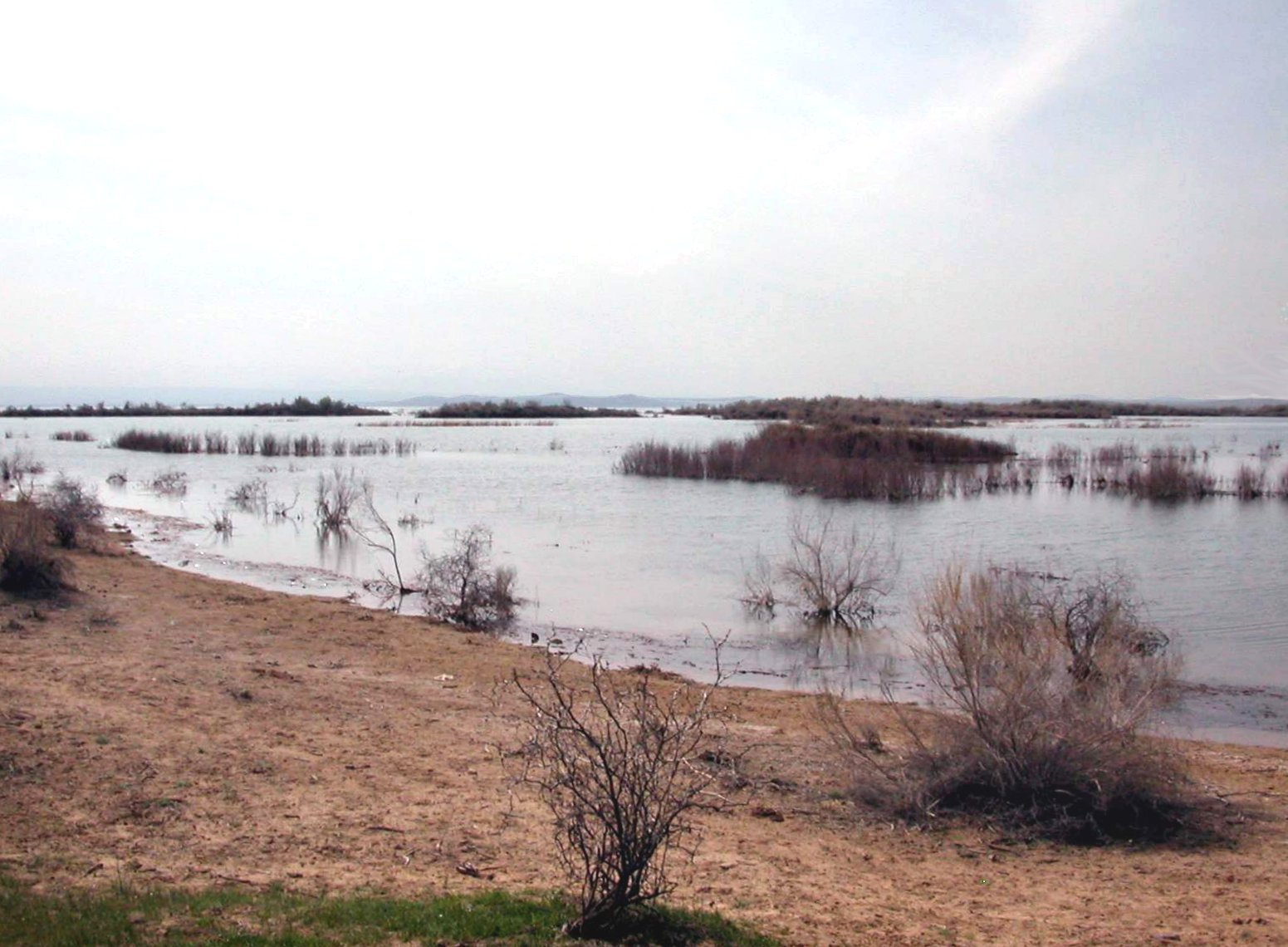
Überschwemmungslandschaft am nördlichen Ufer

Das nördliche Ufer ist daher sehr zergliedert; bis zur Hälfte des Sees erstrecken sich Inseln und Halbinseln. Das Gebiet der ehemaligen Arnasayseen und der nördliche Teil ist mit einigen Metern Tiefe eher flach, während in der südlichen Hälfte und im Bereich des ehemaligen Tuzkansees bis zu 40 Metern erreicht werden.

## Künftige Entwicklung
Seit 2005 schwankt die Höhe des Seespiegels nur noch gering; steigt der Pegel jedoch noch einige Meter weiter – etwa bis auf Höhe des Schardara-Reservoirs (252 m) – wird die einstige Senke vollständig gefüllt sein. Damit wird es wahrscheinlicher, dass Wasser nach Norden in Bereiche der Wüste Kysylkum abfließt, die bereits seit Jahrtausenden keine Oberflächenwässer mehr gesehen haben. Dies wird derzeit nur durch den nördlich des Sees verlaufenden Dünengürtel verhindert, den der See, wie das Vordringen in Siedlungsbereiche und der Dammbau dort zeigt, bereits zu durchbrechen beginnt. Möglich wäre so zukünftig die Bildung eines neuen Flusslaufs zwischen dem Syrdarja und den Resten des Aralsees; einige Wissenschaftler vermuten hier gar ein Urstromtal des Syrdaria.

## Fischerei
Die Mineralisation des Seewassers beträgt durchschnittlich vergleichsweise geringe 2.000 ppm. Im Aydarsee wurden zahlreiche Fischarten ausgesetzt, wie zum Beispiel Zander, Brachsen, Wels, Karpfen, Rapfen, Sichlinge und der Channa argus. Zwischen 1994 und 2001 betrug der Fang der am See entstandenen Fischereiindustrie jährlich zwischen 760 und 2000 Tonnen Fisch.

## Naturschutz
Neben der für die Kysylkum typischen Fauna finden sich am Aydarsee verschiedene Wasservögel, welche vom Aralsee hierher migrieren. Der See wird in der Ramsar-Liste als wichtiges Vogelgebiet geführt, er befindet sich an der Kreuzung der afro-eurasischen und zentralasiatischen Flugbahnen und ist ein Zentrum für die Wanderung und Überwinterung von Wasservögeln mit mehr als 100 Arten, bietet Lebensraum für bedrohte Arten wie die Weißkopf-Ruderente (Oxyura leucocephala), den Steppenkiebitz (Chettusia gregaria), den Krauskopfpelikan (Pelecanus crispus), die Rothalsgans (Rufibrenta ruficollis), die Zwerggans (Anser erytropus) und den Bindenseeadler (Haliaetus leucoryphus) und bietet eine wichtige Nahrungsquelle und einen Laichboden für verschiedene Fischarten. Die wichtigsten Vegetationsformen sind die von Einheimischen genutzten Schilfgürtel, Salzkräuter und Tamarisken. Ein Aktionsplan zur Aufrechterhaltung der Stabilität der ökologischen Bedingungen, 2008–2015, ist vorhanden.

## Tourismus
Der See liegt weitgehend abseits bewohnter Ortschaften; momentan leben nur etwa 345 Familien bzw. 1.760 Personen in der Nähe des Aydarsees. Diese ruhige Lage und die Möglichkeiten zum Fischen, Kamelreiten und Jurtenübernachtungen in der Region sind die touristischen Reize des Sees.